# Müglitz (Altenberg)
Müglitz ist ein Ortsteil der sächsischen Stadt Altenberg im Landkreis Sächsische Schweiz-Osterzgebirge.

## Geografie
Müglitz liegt im Osterzgebirge, unmittelbar an der Grenze zu Tschechien und etwa 2 km entfernt von Fürstenau und Fürstenwalde. Es grenzt direkt an Gottgetreu.
Nachbarorte
| Löwenhain | Fürstenwalde                                | Fürstenwalde |
| Fürstenau | Kompassrose, die auf Nachbargemeinden zeigt |              |
|           | Fojtovice                                   | Adolfov      |

## Geschichte
Müglitz entstand als Siedlung böhmischer Exulanten im 17. Jahrhundert. Seit jeher ist sie ein Ortsteil von Fürstenau. Der Name wurde dem Ort nach dem Fluss Müglitz gegeben, dessen Name sich aus mogyla (Grabhügel) ableitet und der seinerseits nach Mügeln benannt wurde. Früher war das sächsische Müglitz nur der kleinere Teil des Ortes. Zwei Drittel der Flur (26 Häuser, 88 Einwohner) entfielen hingegen auf das heute zu Krupka (Graupen) gehörende Mohelnice (Böhmisch-Müglitz). Seitdem Fürstenau 1994 ein Teil von Geising wurde, gehörte auch Müglitz zu dieser Stadt. Geising wurde zum 1. Januar 2011 nach Altenberg eingemeindet.

### Einwohnerentwicklung

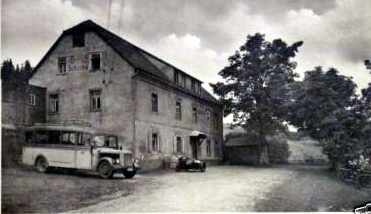
Gasthof Grenzschänke in Müglitz um 1935

| Jahr | Einwohnerzahl |
| ---- | ------------- |
| 1834 | 32            |
| 1855 | 38            |
| 1871 | 41            |
| 1890 | 39            |
| 1997 | 39            |
| 1998 | 40            |
| 1999 | 42            |
| 2000 | 42            |

| Jahr | Einwohnerzahl |
| ---- | ------------- |
| 2001 | 42            |
| 2002 | 39            |
| 2003 | 39            |
| 2004 | 37            |
| 2005 | 32            |
| 2006 | 34            |
| 2007 | 33            |
| 2010 | 35            |

| Jahr | Einwohnerzahl |
| ---- | ------------- |
| 2011 | 32            |
| 2014 | 29            |
| 2015 | 30            |
| 2017 | 30            |
| 2018 | 29            |
| 2021 | 27            |

### Bauwerke

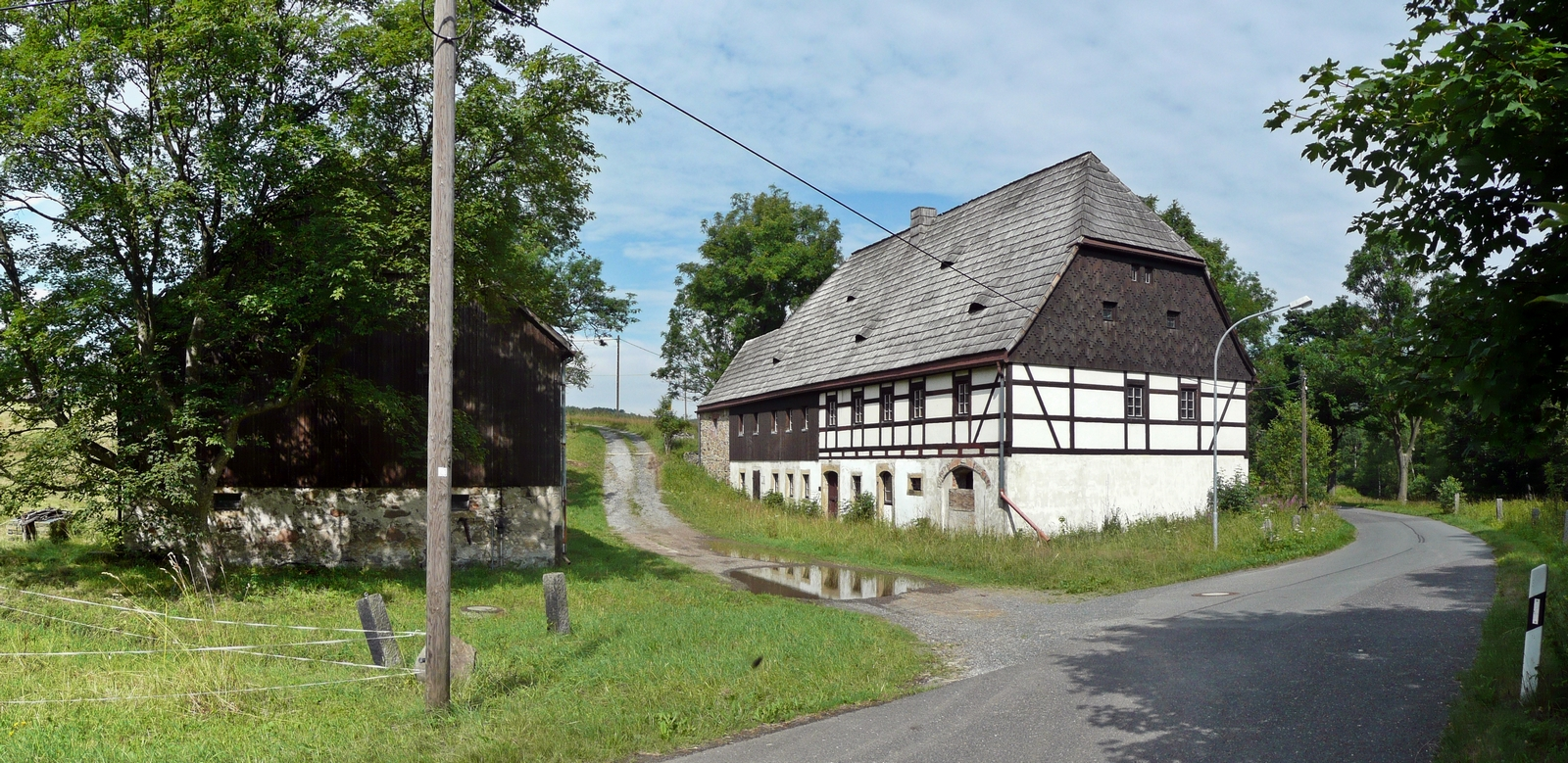
Blick auf die Hartmannmühle

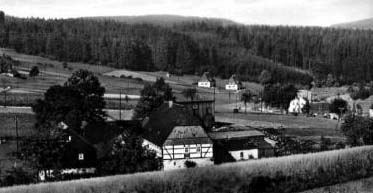
Müglitz um 1962

- historische Wassermühle mit Schindeldach

### Museen, Sehenswürdigkeiten
- Birkhuhn-Schutzgebiet
- Naturschutzgebiet Fürstenauer Heide
- Naturschutzgroßprojekt Bergwiesen im Osterzgebirge